# Divisione Regionale 2 2023-2024 (pallacanestro maschile)
La Divisione Regionale 2 2023-2024 è stata la 1ª edizione del torneo Divisione Regionale 2 nato a seguito della riforma dei campionati di pallacanestro italiani. La competizione è iniziata nell'ottobre del 2023 e si è conclusa a giugno del 2024.

## Campionati regionali disputati
| Regione               | Gironi presenti | Gironi presenti | Gironi presenti | Gironi presenti | Gironi presenti | Gironi presenti | Gironi presenti | Gironi presenti |
| --------------------- | --------------- | --------------- | --------------- | --------------- | --------------- | --------------- | --------------- | --------------- |
| Abruzzo               | Unico           | Unico           | Unico           | Unico           | Unico           | Unico           | Unico           | Unico           |
| Basilicata            | Unico           | Unico           | Unico           | Unico           | Unico           | Unico           | Unico           | Unico           |
| Campania              | Girone A        | Girone A        | Girone A        | Girone A        | Girone B        | Girone B        | Girone B        | Girone B        |
| Emilia-Romagna        | Girone A        | Girone B        | Girone C        | Girone D        | Girone E        | Girone F        | -               | -               |
| Friuli-Venezia Giulia | Girone A        | Girone A        | Girone B        | Girone B        | Girone C        | Girone C        | Girone D        | Girone D        |
| Lazio                 | Girone A        | Girone B        | Girone C        | Girone D        | Girone E        | Girone F        | Girone G        | -               |
| Liguria               | Ponente         | Ponente         | Ponente         | Ponente         | Levante         | Levante         | Levante         | Levante         |
| Lombardia             | Girone A        | Girone B        | Girone C        | Girone D        | Girone E        | Girone F        | Girone G        | Girone H        |
| Marche                | Girone A        | Girone B        | Girone C        | -               | -               | -               | -               | -               |
| Piemonte              | Girone A        | Girone A        | Girone B        | Girone B        | Girone C        | Girone C        | Girone D        | Girone D        |
| Puglia                | Girone A        | Girone A        | Girone A        | Girone B        | Girone B        | Girone B        | Girone C        | Girone C        |
| Sardegna              | Girone A        | Girone B        | Girone C        | -               | -               | -               | -               | -               |
| Sicilia               | Girone A        | Girone A        | Girone B        | Girone B        | Girone C        | Girone C        | Girone D        | Girone D        |
| Toscana               | Girone A        | Girone B        | Girone C        | -               | -               | -               | -               | -               |
| Trentino-Alto Adige   | Unico           | Unico           | Unico           | Unico           | Unico           | Unico           | Unico           | Unico           |
| Umbria                | Unico           | Unico           | Unico           | Unico           | Unico           | Unico           | Unico           | Unico           |
| Veneto                | Girone A        | Girone B        | Girone C        | Girone D        | Girone E        | Girone F        | Girone G        | Girone H        |

## Formula
Non c'è una formula comune a tutti i campionati, perché sono gestiti in maniera differente da ogni regione. In generale, si segue lo schema dei gironi all'italiana che si concludono con i play-off e i play-out. Le squadre promosse vengono ammesse in Divisione Regionale 1 ,mentre, le formazioni retrocesse (qualora i campionati ammettano la retrocessione) sono costrette a giocare in Divisione Regionale 3. Tale campionato rappresenta l'ultimo livello a carattere regionale per le regioni Abruzzo, Basilicata, Lazio, Liguria, Puglia, Sardegna, Sicilia e Umbria.